# Johann Jacob Weber

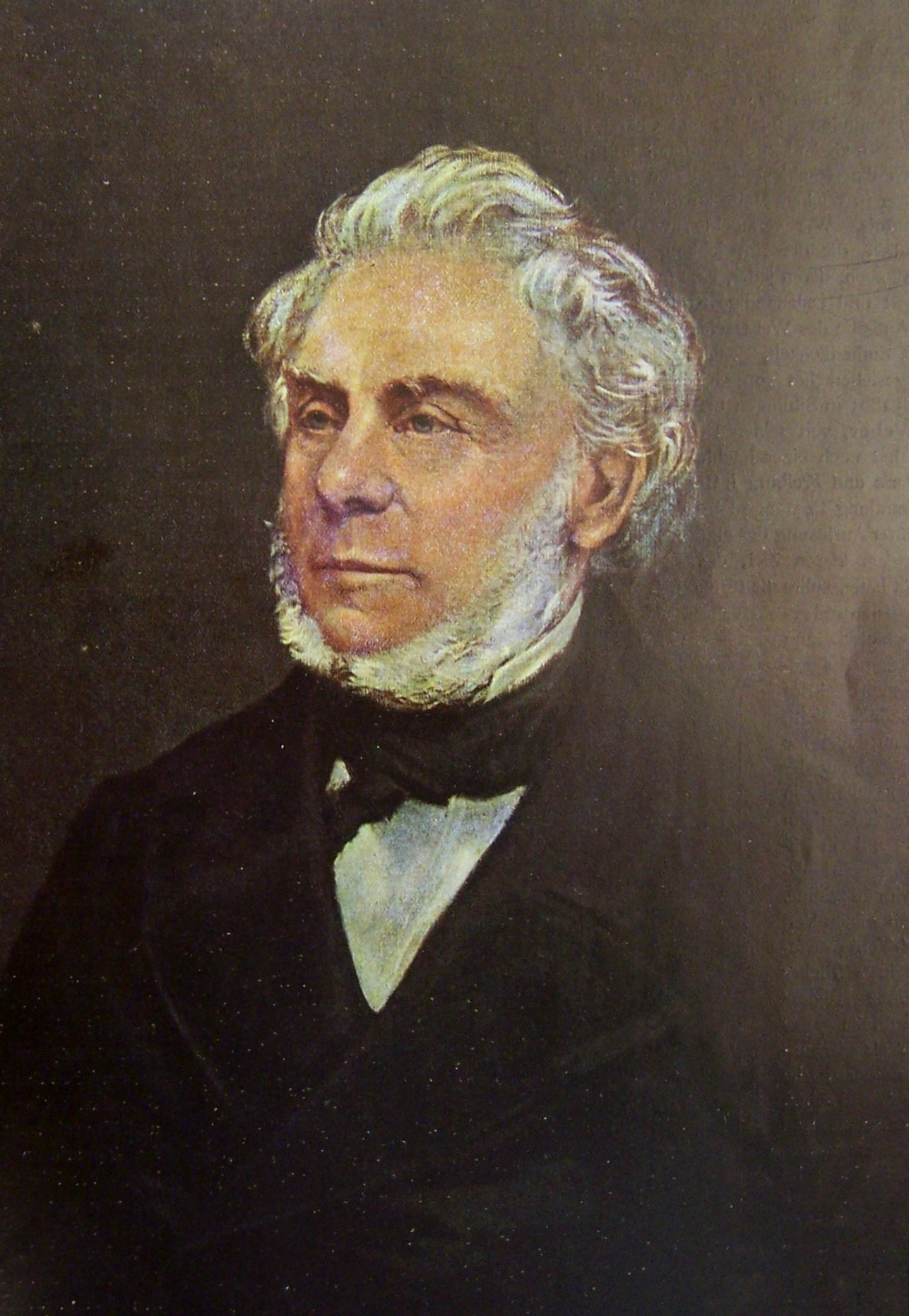
Porträt Johann Jacob Weber (um 1870)

Johann Jacob Weber (* 3. April 1803 in Basel; † 16. März 1880 in Leipzig) war ein deutscher Buchhändler und Verleger sowie Begründer des Verlagshauses J. J. Weber in Leipzig. Er war über 37 Jahre der Herausgeber der Illustrirten Zeitung, Deutschlands erster Illustrierter.

## Lebenslauf
Nach beendetem Gymnasialunterricht und einer siebenjährigen Lehrzeit bei dem Basler Buchhändler Emanuel Thurneysen sammelte der aus Siblingen stammende Johann Jacob Weber bei Pachod in Genf, der Firma Didot in Paris, bei Breitkopf & Härtel in Leipzig und in der Herder’schen Buchhandlung in Freiburg erste Erfahrungen in seinem Beruf.
1830 wurde er Geschäftsführer des Leipziger Zweiggeschäfts der Pariser Firma Bossange père. Er arbeitete dort bis 1833 als Herausgeber des damals ausgesprochen verbreiteten und bekannten Magazins Das Pfennig-Magazin.
Im August 1834 machte Weber sich selbstständig und begründete das Verlagshaus J. J. Weber. Außer dem Stammhaus in der Leipziger Altstadt (Nikolaistraße) waren alle späteren Verlagshäuser und Druckereien im Graphischen Viertel angesiedelt. In unmittelbarer Nähe seines Verlagshauses ließ er an der Ecke des Marienplatzes zur Chopinstraße die imposante Villa Weber erbauen.
Johann Jacob Weber wurde im Familiengrab auf dem Neuen Johannisfriedhof in der VI. Abteilung beerdigt.

## Verlagstätigkeit
- Der Verlag unter Johann Jacob Weber bis 1880

Der verlegerische Schwerpunkt von Johann Jacob Weber lag bei aufwändig illustrierten Werken aus dem Bereich der Naturkunde und im Bereich der Volksbildungsschriften.
1843 gründete er gemeinsam mit Carl Berendt Lorck die Illustrirte Zeitung, das erste illustrierte Wochenblatt Deutschlands, und revolutionierte damit die Wahrnehmung der Welt in den Druckmedien. Noch heute prägen die Bildfolgen zunächst der Stahlstiche und später der Holzstiche in seiner Illustrirten Zeitung unsere Vorstellungen von der „guten alten Zeit“. 1869 gründete Weber eine eigene Druckerei.
- Politische Haltung zur Revolution von 1848

Die Illustrirte berichtete in den Jahren des Vormärz über technische Neuerungen und über Naturkatastrophen, auch soziale Klatschgeschichten waren Thema. Die politische Bewegung des Vormärz findet nicht Webers Aufmerksamkeit in der Zeitung, abgesehen von den Debatten um die Pressefreiheit. Aus dem Bereich der Politik brachte die Zeitung Geschichten aus den europäischen Adelsfamilien. Vor diesem Hintergrund ist ein Bericht über Baron Nathan von Rothschild (Ausgabe vom 2. Oktober 1847) auffällig, der über lange Spalten begründet, dass nach Meinung des Autors Juden nicht gleichberechtigte Staatsbürger in einem Land sein dürfte, dessen Mehrheit christlich ist. Der Text ist wie alle anderen in dem Blatt nicht namentlich gekennzeichnet, es ist aber kaum vorstellbar, dass jemand anderes als der Herausgeber Weber seine Meinung so prominent vertreten konnte.
Zu Beginn des Jahres 1848 berichtet die Illustrirte über die Studentenunruhen in München und verteidigte das Recht des Königs gegen die Empörung an seinem Umgang mit der Maitresse Lola Montez. Eine „Revolution“ habe in München stattgefunden „aus Beweggründen, die kaum das Licht der Sonne ertragen“, kommentiert das Blatt den Bericht seines Korrespondenten. (4. März 1848)
Die Haltung Webers und der Illustrirten Zeitung zu der Revolution von 1848 kommt in seinem politisch-philosophischen Kommentar unter der Überschrift „Der Kampf der Völker und der Mächte“ zum Ausdruck: „Nur dann kann dieser Kampf einen guten Ausgang nehmen, wenn die Mächte den Völkern ihr volles, langentbehrtes Recht, aber nicht mehr, gewähren und die Völker den Mächtigen lassen, was ihnen gehört zum eigenen Wohle der Völker.“ (12. Mai 1849) Die Niederschlagung des Aufstandes in Dresden im Mai 1849 rechtfertigt Weber mit der Bemerkung, dass der gewaltsame Aufstand „mit allen Mitteln bekämpft werden musste, wenn nicht Recht und Ordnung bedroht werden sollten“. (Ausgabe 2. Juni 1849)
Weber war nach der gescheiterten Revolution von 1848 keinen politischen Verfolgungen ausgesetzt, er konnte seine Zeitschrift bis zu seinem Tode weiterführen. Für seine verlegerische Arbeit erhielt er eine Reihe von Auszeichnungen und Ehrungen. So wurde er 1864 zum Mitglied der Meister des Freien Deutschen Hochstifts für Wissenschaften (Frankfurt/Main) ernannt und 1873 zum Ehrenmitglied der Società scientifica letteraria, artistica ed umanitaria El Chark in Konstantinopel. Für die Herausgabe von Franz Kuglers Geschichte Friedrichs des Großen wurde er mit der Preußischen Goldenen Medaille für Kunst und Wissenschaft ausgezeichnet.
- Fortsetzung der Verlagstätigkeit durch die Söhne und Enkel Johann Jacob Webers

Nach dem Tod Webers übernahmen seine Söhne Johannes, Felix und Hermann Weber das Unternehmen, wobei Felix die Verantwortung für die Illustrirte Zeitung übernahm und der zum Buchdrucker und Buchhändler ausgebildete Hermann sich dem sonstigen Verlagsgeschäft widmete. Unter der Verantwortung von Johannes Weber wurde in Berlin eine Niederlassung eröffnet zusammen mit einer chemigrafische Anstalt und einer Buchbinderei. Von Felix Weber übernahm sein Sohn Siegfried Weber die Verlagsbuchhandlung, Buchdruckerei und graphischen Kunstanstalten J. J. Weber in Leipzig. Im Verlag erschien von 1937 bis 1945  Sachsen, die Zeitschrift des nazistischen Heimatwerks Sachsen. Im Zweiten Weltkrieg wurde der Leipziger Verlagssitz in der Reudnitzerstraße 1–7 weitestgehend zerstört. Der Gebäudekomplex wurde nach der Wiedervereinigung umfassend saniert.
- Enteignung in der Sowjetischen Besatzungszone

1948 erfolgte die Enteignung des Unternehmens. Es wurde kommunalisiert und firmierte seit Januar 1949 unter der Firma KWU Leipzig (Kommunal-Wirtschafts-Unternehmen der Stadt Leipzig), Graphische Kunstanstalten, Leipzig (später: VEB Graphische Werkstätten Leipzig). Der Sitz war in der Hans-Poeche-Str. 2–4. Die alte Firma „J. J. Weber“ wurde 1951 im Handelsregister gelöscht. Das Firmenarchiv mit der Geschäftspost und den Autorenverträgen lagert im Staatsarchiv Leipzig.

## Bedeutende Herausgaben und Buchreihen

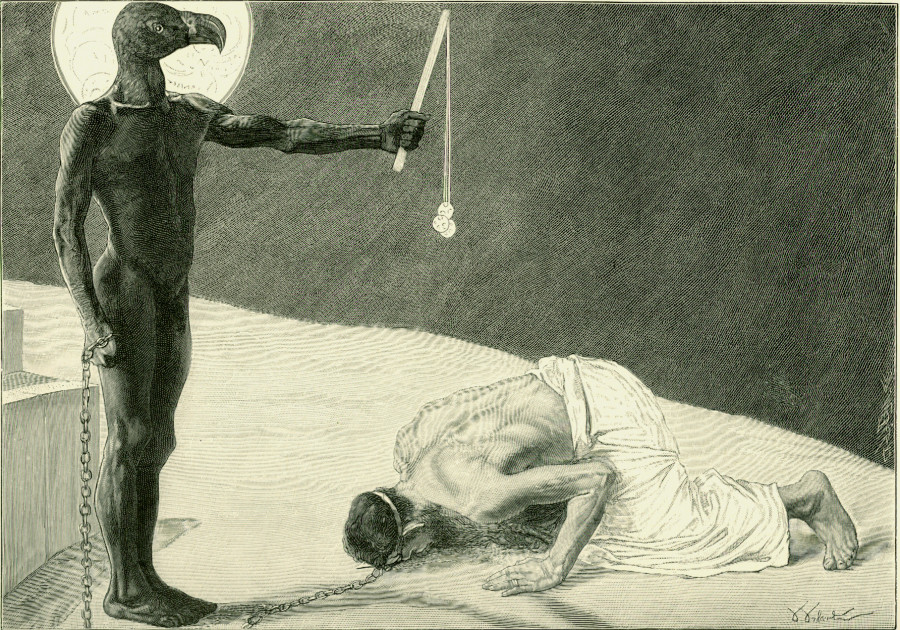
„Der Mammon und sein Sklave“. Holzstich. Aus der Reihe Meisterwerke der Holzschneidekunst, Verlag J. J. Weber, Leipzig

- François Auguste Marie Alexis Mignet. Geschichte der Französischen Revolution von 1789 - 1814 : nach der 6. vermehrten und verbesserten Original-Ausgabe von Dr. Eduard Burckhardt. Paris : Didot & Leipzig : Weber 1835 Digitalisat der SLUB Dresden
- Johann Sporschil. Kaiser-Chronik : enthaltend Schlachten, Gefechte, Kämpfe und Waffenthaten der französischen Heere unter Napoleon.
  - 2. Aufl. Leipzig : Weber 1837/38 ; mit 90 historischen Bildern der Galerie zu Versailles in Stahl gestochen von Pierre Oscar Réveil Band 1 & Band 2
- Franz Kugler: Geschichte Friedrichs des Großen, illustriert von Adolf Menzel
- Eduard Friedrich Pöpping: Illustrirte Naturgeschichte des Thierreichs
- ab 1. Juli 1843 erschien die Illustrirte Zeitung
- 1846–1881 Illustrirter Kalender – Jahrbuch der Ereignisse, Bestrebungen und Fortschritte im Völkerleben und im Gebiete der Wissenschaften, Künste und Gewerbe
- die Illustrirten Katechismen
- die Illustrirten Gesundheitsbücher
  - Carl Ludwig Merkel. Der Kehlkopf : oder Die Erkenntniss und Behandlung des menschlichen Stimmorgans im gesunden und erkrankten Zustande. Mit 35 Abbildungen (1873) Digitalisat beim Hathitrust
  - Albert Kleinhaus. Die Haut : Mit 27 Abbildungen
  - Richard Hagen. Das Ohr : Mit 39 Abbildungen
  - Paul Niemeyer. Die Lunge : Mit 17 Abbildungen
  - Arnold Pagenstecher. Gicht und Rheuma : Mit 13 Abbildungen
  - Marie Simon. Die Krankenpflege : theoretische und praktische Anweisungen (1876) Digitalisat beim Hathitrust
  - in weiterer Aussicht : Die Kinderkrankheiten ; Die Vergiftungen ; Das Nervensystem ; Die Verdauungsorgane ; Die Knochen und Gelenke ; Herz- und Blutgefäße ; Die Harnorgane ; Schul- und Gewerbshygiene ; Typhus und Cholera
- Illustrirte Kriegs-Chronik: Gedenkbuch an den Deutsch-Französischen Feldzug von 1870–1871. Weber, Leipzig 1871 (Digitalisierte Ausgabe der Universitäts- und Landesbibliothek Düsseldorf)
- Weberschiffchen-Bücherei, 58 Bände (1935–1943)

## Bilder der Leipziger Verlagsgebäude von J. J. Weber

Das älteste Geschäftslokal des Verlages: Nikolaistraße 29
Das Verlagshaus in der Querstraße bis 1858
Das Wohn- und Verlagshaus Mittelstraße 2 (1858–1896)
Gebäudekomplex Druck- und Verlagshaus in der Reudnitzer Straße 1–7 (Architekt: Max Bösenberg, 1896)
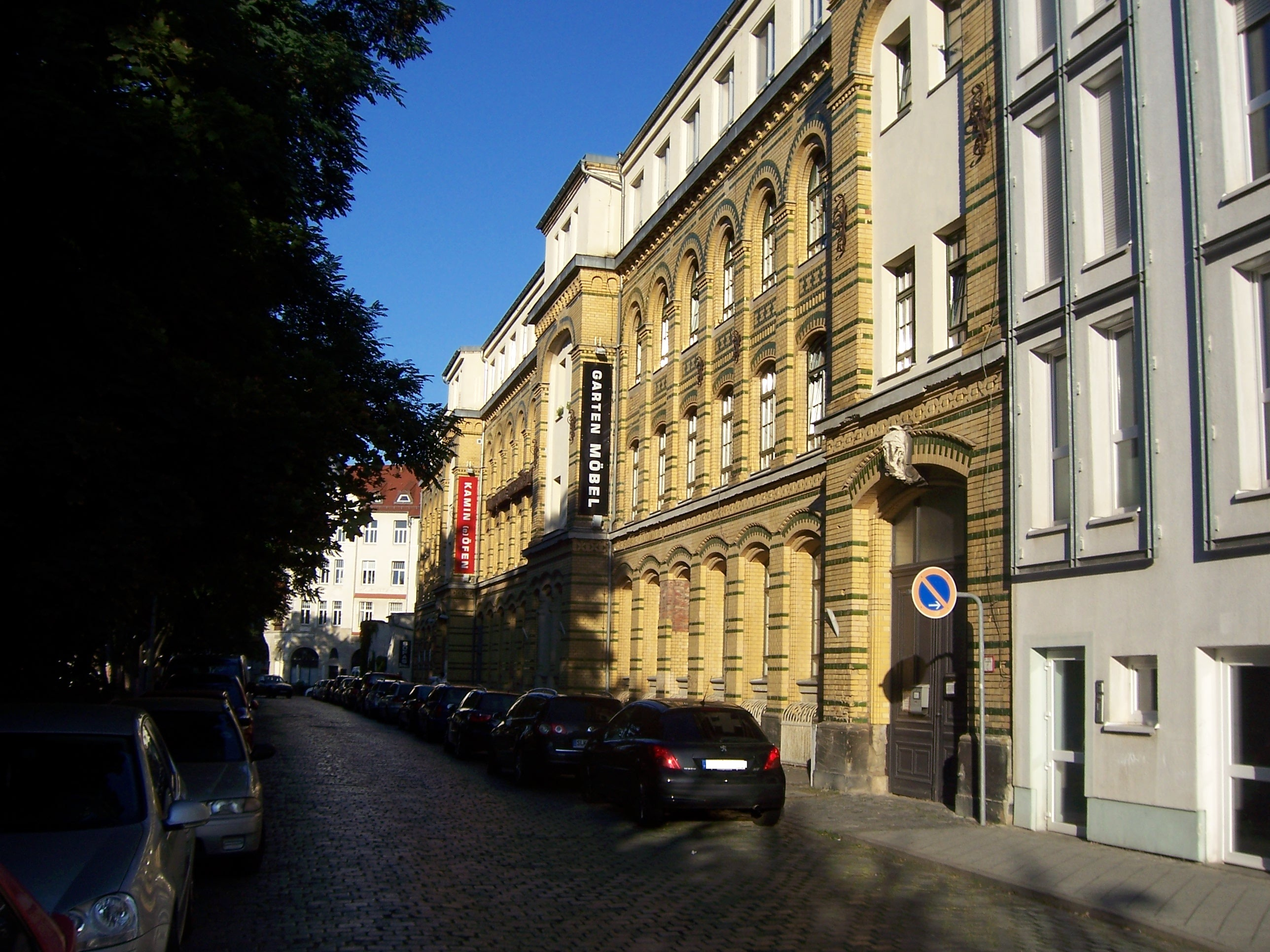
Gebäude in der Reudnitzer Straße 1–7 (Zustand 2012 nach der Sanierung)
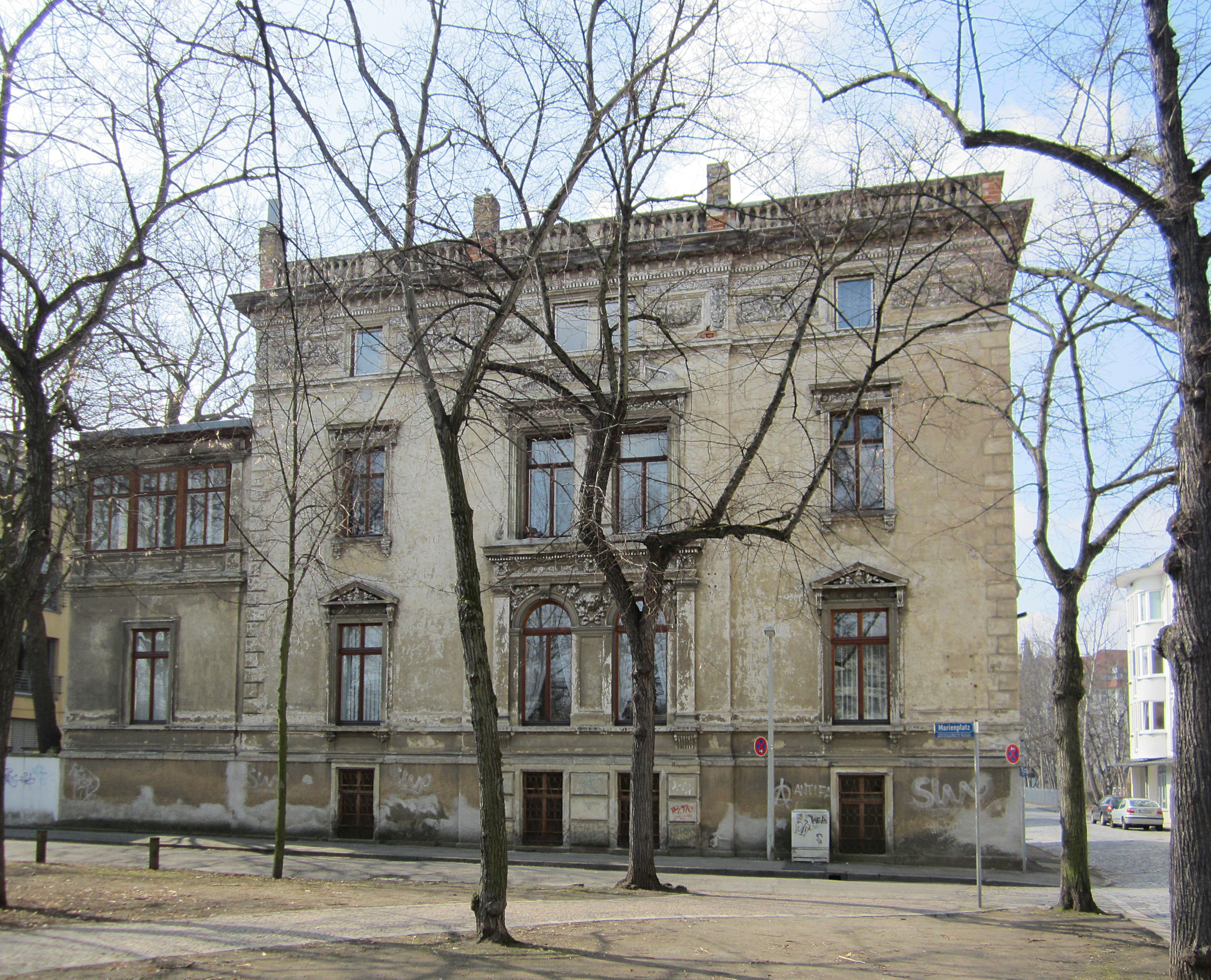
Ehemalige Villa der Verlegerfamilie J. J. Weber, Chopinstraße/Ecke Marienplatz (2012)

## Ehrungen des Verlagsgründers
1934, zum 100. Jahrestag der Gründung des Verlagshauses J. J. Weber, wurde ein Platz in Leipzig-Probstheida an der heutigen Prager Straße nach Johann Jacob Weber benannt.